# Николай Рьорих
Николай Константинович Рьо̀рих (на руски: Николай Константинович Рёрих; 9 октомври 1874 г. – 13 декември 1947 г.) е руски художник, писател и поет, археолог, обществен деец, мистик, философ и просветител, който се е интересувал от темите за окултното и хипнозата. Тези теми са особено популярни по това време в Русия. Според някои наблюдатели картините му имат хипнотично излъчване.
Роден е в Санкт Петербург, Русия, в семейство на заможен нотариус. Живял е по цял свят чак до смъртта си в Химачал Прадеш, Индия. Дипломиран художник и адвокат. Дипломната му работа е високо оценена и от самия Лев Толстой. Интересите му са в областта на литературата, философията, археологията и особено изкуството. Николай Рьорих е самоотвержен защитник на каузата за запазване на изкуството и архитектурата по време на война. Няколко пъти е номиниран за Нобелова награда. Така нареченият Пакт Рьорих е приет като закон на САЩ и повечето страни членки на Панамериканския съюз през април 1935 г.

## Жизнен път и творчество

### Руски период
Още от времето на Петър I представители на рода Рьорих заемат високи военни и административни постове в Русия. Бащата на Н. Рьорих – Константин Фьодорович, е известен нотариус и обществен деец. Майка му, Мария Василиевна Калашникова, произхожда от род на търговци. Сред приятелите на семейство Рьорих са видни учени и творци, като Дмитрий Менделеев, историкът Николай Костоваров, художникът Михаил Микешин, лекарят и археолог Лев Ивановски и др.
От малък Николай Рьорих се интересува от живопис, история и археология, като особено много го привлича културното наследство на Изтока.
След като през 1893 г. завършва гимназията на Карл Маем, Николай Рьорих постъпва едновременно в Юридическия факултет на Петербургския университет и в Императорската художествена академия. От 1895 г. посещава занятия при знаменития художник Архип Куинджи. По това време Рьорих общува с известни фигури в руската култура – Владимир Стасов, Иля Репин, Николай Римски-Корсаков, Дмитрий Григорович, Сергей Дягилев. Още като студент е приет за член на Руското археологическо дружество. Провежда многобройни разкопки в Санктпетербургска, Псковска, Новгородска, Тверска, Ярославска и Смоленска губерния.
През 1897 г. Рьорих завършва Петербургската художествена академия. Дипломната му картина „Вестоносец“ е откупена от известния колекционер на руско изкуство П. М. Третяков. Известният критик В. В. Стасов също високо оценява картината и препоръчва на младия художник да покаже репродукция от картината на Лев Толстой. Срещата с Толстой става съдбовна за Рьорих. Обръщайки се към него, писателят казва: „Случвало ли ви се е да преминавате с лодка през бурна река? Трябва винаги да се насочвате по-нагоре от мястото, което ви трябва, иначе ще ви отнесе. Така и в областта на нравствените изисквания – трябва винаги да се насочваме по-горе, иначе животът ще отнесе всичко. Нека вашият вестоносец да държи кормилото високо – тогава ще доплува!“
Също като духовно напътствие Рьорих приема и думите, казани му от св. Йоан Кронщадски, който е бил чест гост в дома на неговите родители: „Не боледувай! Ще трябва много да се потрудиш за родината!“
Н. К. Рьорих работи много в историческия жанр. В ранния период от своето творчество създава платната: „Събират се старците“ (1898), „Плачът на Ярославна“ (1893), „Началото на Рус. Славяни“ (1896), „Идоли“ (1901) и др. В тези творби се проявява самобитният талант на художника и новаторските му търсения в изкуството. „Още в първите картини се очертава своеобразният стил на Рьорих: неговият всеобхватен подход към композицията, яснота на линиите и лаконичност, чистота на цвета и музикалност, велика простота на изразяване и правдивост“. Картините на художника са построени въз основа на задълбочено познаване на историческия материал, предават усещането за духа на времето и са изпълнени с философско съдържание.
През 1899 г. Николай Константинович Рьорих се запознава с Елена Ивановна Шапошникова. През октомври 1901 г. те сключват брак. Раждат им се двама сина – през 1902 г. Юри, бъдещ учен и през 1904 г., Светослав, бъдещ художник и общественик.
През 1903 – 1904 г. Н.Рьорих заедно със съпругата си извършва пътуване из Русия с цел изучаване на корените на руската култура, като посещава над 40 града, известни със своите архитектурни паметници. Резултат от пътуването е голямата архитектурна серия от картини на художника (над 90 етюда), както и статии, в които Рьорих един измежду първите повдига въпроса за огромната художествена стойност на староруската иконопис и архитектура.
През 1906 г. Рьорих създава 12 ескиза за църквата „Покров Богородичен“ в имението на Голубеви в Пархомовка близо до Киев, а също така ескизи за мозайки за църквата „Св. Петър и Павел“ при Шлиселбургските барутни заводи, за Троицката катедрала в Почаевската лавра (1910), 4 ескиза за изографисването на параклиса „Св. Анастасия“ в Псков (1913), 12 пана за вилата Лившиц в Ница (1914). През 1914 той изографисва параклиса „Св. Дух“ в Талашкино (композицията Царица Небесна и др.).
Разностранният талант на Николай Рьорих се проявява и в неговата работа за театрални постановки: „Снежанка“, „Пер Гинт“, „Принцеса Мален“, „Валкирия“ и др. Той е сред водещите идеолози и създатели на реконструктивния „Старинен театър“ (1907 – 1908; 1913 – 1914) – забележително и уникално явление в културния живот на Русия през първата четвърт на ХХ век. Н. Рьорих участва в тази историко-драматургична инициатива и като създател на декори, и като изкуствовед. По време на знаменитите руски сезони на Сергей Дягилев в Париж с оформление на Николай Рьорих се играят „Половецки танци“ от „Княз Игор“ на Бородин, „Псковитянка“ на Римски-Корсаков, балетът „Пролет свещена“ по музика на Стравински.
Епохата на Сребърния век, когато Николай Рьорих започва своя творчески път, е епоха на духовен подем, което несъмнено оказва влияние върху формирането на личността на художника. През този период в Русия твори цяла плеяда от изтъкнати мислители, сред които Владимир Соловьов, Евгений Трубецкой, Василий Розанов, отец Павел Флоренски, протойерей Сергий Булгаков, Николай Бердяев. Те внасят в руската култура задълбочена философска мисъл, насищат я с напрегнато търсене на смисъла на живота и нравствени идеали. Специален интерес руската интелигенция проявява към културата на Изтока. В търсене на ценности с общочовешка стойност Н. Рьорих изучава, освен руската, и източната философия, трудовете на изтъкнатите мислители на Индия Рамакришна и Вивекананда, творчеството на Рабиндранат Тагор.
Запознаването с философската мисъл на Изтока намира своето отражение в творчеството на Рьорих. Ако в ранните картини на художника преобладават сюжетите от древна езическа Рус, колоритните образи от народния епос („Строят град“, „Зловещите“, „Отвъдморски гости“ и др.), вече от средата на 1905 г. много негови картини и очерци са посветени на Индия („Лакшми“, „Индийски път“, „Кришна“, „Сънищата на Индия“ и др.). Древните култури на Русия и Индия, техният общ източник, интересуват Н. Рьорих и като художник, и като учен. В неговата историческа концепция най-голямо значение се отдава на съотношението между времевите категории минало, настояще и бъдеще: „...когато призоваваме да се изучава миналото, ще правим това само заради бъдещето“. „От древните чудни камъни съзидайте стъпалата на грядущето“.
От 1906 до 1918 г. Николай Рьорих е директор на училището на Императорското дружество за поощряване на изящните изкуства, като същевременно преподава.
Той постоянно участва в изложби в чужбина – в Париж, Венеция, Берлин, Рим, Брюксел, Виена, Лондон. Картини на Рьорих откупуват Римският национален музей, Лувърът и други европейски музеи.
Около 1906 г. започва нов, по-зрял период в творчеството на Рьорих. Променя се подходът му към историческата тема: историята, митологията и фолклорът се превръщат в източници, от които художникът черпи материал за своя метафоричен изобразителен език. В неговото изкуство се съчетават реализмът и символизмът. В този период се засилват търсенията на майстора в областта на цвета. Той почти се отказва от маслените бои и преминава към темперна техника. Много експериментира с химическия състав на боите, използва метода на наслагване на един тон върху друг. Самобитността и оригиналността на изкуството на художника са отбелязани от художествената критика. Между 1907 и 1918 г. в Русия и Европа са публикувани девет монографии и няколко десетки броя на художествени списания, посветени на творчеството на Рьорих. Леонид Андреев образно нарича създавания от художника свят „Държавата на Рьорих“
През 1909 г. Н. Рьорих е избран за член (академик) на Руската художествена академия и на Реймската академия във Франция.
От 1910 г. той оглавява художественото обединение „Мир искусства“ („Свят на изкуството“), в което членуват Александър Бенуа, Леон Бакст, Игор Грабар, Валентин Серов, Кузма Петров-Водкин, Борис Кустодиев, Ана Остроумова-Лебедева, Зинаида Серебрякова и др.
В навечерието на Първата световна война Н. Рьорих в символични образи изразява своите тревожни предчувствия – картините „Пречистия град – озлобление за враговете“, „Последният Ангел“, „Зарево“, „Дела човешки“ и др. В тях е представена борбата на двете начала – светлината и тъмнината, тема, преминаваща през цялото творчество на художника, а също така отговорността на човека за собствената му съдба и за целия свят. Николай Рьорих не само рисува картини с антивоенно съдържание, но и пише статии, посветени на опазването на мира и културата.
През 1915 г. Н. Рьорих пише доклад до император Николай Втори и великия княз Николай Николаевич младши, в който призовава да бъдат взети сериозни държавни мерки за опазването на паметниците на културата.
През 1916 г. поради тежко заболяване по настояване на лекарите Н. Рьорих, заедно със семейството си, заминава за Сортавала, Финландия, на крайбрежието на Ладожкото езеро.

### Културно-просветна дейност в Европа и Америка
След революционните събития от 1917 г. Финландия затваря границата си с Русия и Рьорих заедно със семейството си е лишен от възможността да се завърне в родината си.
През 1919 г. получава покана от Швеция и осъществява изложби в редица скандинавски градове. През есента на същата година по покана на Сергей Дягилев декорира в Лондон руски опери по музика на Мусоргски и Александър Бородин.

### Централно-азиатска експедиция (1925 – 1928)
Доходите от продажба на картини, хонорарите за декори на театрални постановки и публикации в пресата, приходите от дейността на основаните от Н. Рьорих обществени културно-просветни организации осигуряват на художника възможността да осъществи експедиция в централна Азия.
На 2 декември 1923 година Н. Рьорих заедно със семейството си пристига в Индия, която го привлича не само като художник, но и като учен, изследващ редица проблеми, свързани с преселенията на древните народи и търсенето на общ източник на славянската и индийската култура. Тук започва експедицията в труднодостъпните райони на Централна Азия. Сложният маршрут на експедицията преминава през Сиким, Кашмир, Китай (Синцзян), Русия (с посещение на Москва), Сибир, Алтай, Монголия, Тибет, през неизучени дотогава области на Трансхималаите. Експедицията продължава от 1924 до 1928 г. Осъществени са археологически и етнографски изследвания на неизучени дотогава области от Азия, отбелязани са на картите десетки върхове и проходи, местоположението на други е уточнено. Открити са редки ръкописи, събран е богат лингвистичен и фолклорен материал, описани са множество местни обичаи. Николай Рьорих написва две книги – „Сърцето на Азия“ и „Алтай-Хималаите“, създава около 500 картини, на които е изобразена живописната панорама на експедиционния маршрут. Той започва знаменития Хималайски цикъл картини, създава сериите „Майтрея“, „Сикимски път“, „Неговата страна“, „Учителите на Изтока“ и др.

### Институт за хималайски изследвания „Урусвати“
Огромният по обем научен материал, събран от семейство Рьорих по време на експедицията, изисква систематизиране и обработка. С тази цел през юли 1924 година в долината Кулу в западните Хималаи Николай и Елена Рьорих основаха Института за хималайски изследвания „Урусвати“, което в превод от санскрит означава „Светлина на Зорницата“

### Последни години
В Индия Николай Рьорих се познава лично с много известни индийски философи, учени, писатели, обществени дейци.
Там художникът продължава да работи над серията картини „Хималаи“, състояща се от над 2000 платна. За Рьорих планинският свят е неизчерпаем източник на вдъхновение. Художествените критици отбелязват ново направление в неговото творчество и го наричат „майстор на планините“. В Индия са нарисувани сериите „Шамбала“, „Чингис хан“, „Кулута“, „Кулу“, „Светите планини“, „Тибет“, „Ашрами“ и др. Изложби на майстора се експонират в различни градове на Индия, посетени са от много хора.
След края на войната художникът за последен път моли за виза за връщане в Съветския съюз, но на 13 декември 1947 г. той умира, така и без да разбере, че виза му е отказана.

В долината Кулу, на мястото на погребалния му огън, е поставен голям правоъгълен камък, на който е изсечен надпис:

## Музеи, носещи името на Николай Рьорих

### Ню Йорк
Музеят на Рьорих в Ню Йорк е създаден от семейство Рьорих и техни сътрудници. Открит е официално на 24 март 1924 г. в триетажна сграда в Манхатън. От 1929 г. разположен в построен специално за целта 28-етажен небостъргач в Манхатън. В средата на 1930-те години собствеността на музея върху сградата е изгубена. В края на 1940-те музеят придобива сграда на 107-а улица, където понастоящем се помещава неговата експозиция.

### Рига
Музеят „Н. Рьорих“ в Рига, Латвия съществува през 1930-те години. Създаден е от сътрудниците на Латвийското дружество „Рьорих“. Експозицията включва над 40 картини на Николай Рьорих, както и произведения на прибалтийски художници. След Втората световна война картините са национализирани и понастоящем са част от експозицията на Националната художествена галерия на Латвия. През януари 2010 г. на сградата на ул. Елизабетес 21А в Рига, където навремето се е помещавал музеят от 1933 до 1940 г., е поставена паметна плоча.

### Извара
В имението Извара близо до Санкт-Петербург през 1984 г. се открива Музей-имение на Н. Рьорих. Музеят представлява уникален комплекс от природни и архитектурни забележителности, исторически и културни паметници. Той е първият в Русия държавен музей на Рьорих. Понастоящем музейният комплекс се разполага на площ от 60 хектара и включва 9 сгради от XVIII-началото на XX в., старинен парк, езера.

### Москва
Музеят „Н. Рьорих“ в Москва е разположен в старинното имение на Лопухини. Основатели на музея са: Светослав Рьорих, който предава на Международния център „Рьорих“ (МЦР) наследството на своя баща; Людмила Шапошникова, която донася наследството на Рьорих от Индия в Русия; Юлий Воронцов – специален представител на Генералния секретар на ООН; Борис Булочник – банкер, който финансира създаването и функционирането на музея. Първата експозиция на музея е открита през 1993 г. във все още недокрай ремонтираната основна сграда. В нея са представени картини, снимки, архивни документи, книги и лични вещи на семейство Рьорих. На 9 октомври 1997 г. е осъществено откриване на експозицията на музея в деветте зали на вече ремонтираната сграда.

### Одеса
Домът-музей „Н. Рьорих“ в Одеса, Украйна е открит на 10 март 2000 г. Учреден е от Одеския комитет за Пакта Рьорих и Южно-украинската благотворителна фондация „Н.К. Рьорих“. Музеят притежава оригинални ръкописи на Николай Рьорих, ковчеже с част от праха на по-големия му син Юрий, 240 картини на Борис Смирнов-Русецки – ученик на Н. Рьорих, архивни материали и др.

### Санкт Петербург
Музеят-институт на семейство Рьорих в Санкт-Петербург е учреден като обществена организация през 2001 г. от Людмила Митусова. Основа на експозицията става дареният от нея петербургски архив на Рьорих. На 12 март 2007 музеят получава държавен статут. Предоставена му е сграда в историческата част на града.

### Новосибирск
Музеят „Н. Рьорих“ в Новосибирск, Русия, е създаден от Сибирското дружество „Рьорих“. Открит е на 7 октомври 2007 г. Експозицията включва лични вещи на семейство Рьорих, картини на руския художник космист Виктор Черноволенко, архивни материали и др.

### Улан Батор
Домът музей на Николай Рьорих в столицата на Монголия Улан Батор е създаден по инициатива на монголския учен акад. Шагдарън Бира в къщата, в която Н. Рьорих е живял половин година – в края на 1926 и началото на 1927 г. Официалното откриване на музея се състои на 6 юли 2009 г.

## Памет
Неговото име носят:
- връх Рьорих в Алтай;
- ледник Рьорих в Тяншан;
- проход Рьорих в Алтай;
- проход Рьорих (4500 m) в Тяншан, хребета Ак Шийрак;
- проход Рьорих (4320 m) в Тяншан, хребета Сариджаз;